# Perdita stigmalis
Perdita stigmalis är en biart som beskrevs av Timberlake 1971. Perdita stigmalis ingår i släktet Perdita och familjen grävbin. Inga underarter finns listade i Catalogue of Life.